# Sulyok Imre (kancellár)
Sulyok Imre erdélyi kancellár 1576–1578 között.

## Életútja
A Szatmár megyei Sulyok nemzetség tagja; címerükben egy koronából kiemelkedő két bányászsulyok található. 1562–1563-ban a wittenbergi egyetemen tanult. Később kiemelkedő hivatali karriert futott be. Báthory Kristóf erdélyi vajda idejében 1567-ben még csak írnokként tevékenykedett a nagyobbik kancellárián, 1572–1574 között már ítélőmester volt. 1575-ben Báthory István megbízásából Bécsben, Miksa királynál járt követségben, és Varsóban felkereste a lengyel országgyűlést, hogy ura számára a lengyel koronát megsürgesse. Szintén a fejedelem megbízásából 1575-ben részt vett a kolozsmonostori apátsági hiteleshely újjászervezésében. 1576 elején, Forgách Ferenc távozása után rövid kihagyással ő lett utódja az erdélyi kancellári tisztségben.